# Nämdö landskommun
Nämdö landskommun var en tidigare kommun i Stockholms län.

## Administrativ historik
Den 1 januari 1863, när kommunalförordningarna började tillämpas, skapades över hela riket cirka 2 500 kommuner, varav 89 städer, 8 köpingar och resten landskommuner.
Då inrättades i Nämdö socken i Sotholms härad i Södermanland denna kommun.
1952 genomfördes den första av 1900-talets två genomgripande kommunreformer i Sverige. Då uppgick denna kommun i storkommunen Djurö landskommun.
Nästa kommunreformen genomfördes här år 1974 och  innebar att Djurö kommun upphörde och lades samman med Värmdö kommun.